# Rode Hoed
De Rode Hoed is een debatcentrum in een voormalige remonstrantse schuilkerk in Amsterdam aan de Keizersgracht op nummer 102.

## Functie
De Rode Hoed is een cultureel debatcentrum gevestigd in een monumentaal pand aan de Keizersgracht in Amsterdam. Het organiseert debatten, lezingen, symposia, literaire en muzikale programma's voor een breed publiek, maar ook andere organisaties zijn regelmatig in de Rode Hoed te vinden. Tevens is het gebouw te huur voor zakelijke en feestelijke bijeenkomsten en is het een erkende trouwlocatie.
Met zijn debatten is de Rode Hoed kritisch volger en aanjager van de maatschappelijke en politieke discussie. Het culturele centrum streeft naar verkennende en verbindende debatten waarin tegenstellingen worden overbrugd en nieuwe inzichten ontstaan.

## Vrijburg
Tot 1629 was hier een hoedenmakerij gevestigd. In dat jaar werd het gebouw voor de Remonstrantse Gemeenschap aangekocht door wijnkoper Antoni de Lange en doctor Jan van Hartoghvelt. Remonstranten mochten hun geloof niet in het openbaar belijden. De hoedenmakerij werd afgebroken en in 1630 werd er de schuilkerk Vrijburg gebouwd, die tot 1957 dienstdeed als remonstrantse kerk. De grote zaal is de grootste en oudste bewaard gebleven schuilkerk in Nederland.
De schuilkerk staat verstopt tussen een rij huizen aan de Keizersgracht in Amsterdam. Hij is gesitueerd in het midden van het blok, met huizen aan alle vier de zijden, en er is geen toegang vanaf welke straat dan ook. Anders dan vele andere schuilkerken is de Vrijburg een aanzienlijk gebouw. Het telt twee verdiepingen met boogramen en zelfs een klein roosvenster.
Het neoklassieke interieur is vormgegeven alsof het een basiliek betreft, met twee sets van galerijen. Om de plek te behouden heeft de congregatie bijna alle omringende gebouwen opgekocht of de huur van bewoners overgenomen.
Huub Oosterhuis ontdekte in 1989 dat het gebouw leegstond. Hij besloot er zijn studentenecclesia en een discussiecentrum te vestigen. Op 14 september 1990 werd het centrum officieel geopend, met Oosterhuis als directeur. In 1995 werden de activiteiten overgenomen van de Arbeidersgemeenschap der Woodbrookers. Oosterhuis werd in 1998 opgevolgd door Anneke Groen. Van 2017 tot 2021 was Clayde Menso directeur. 
In de Rode Hoed werd enige tijd het praatprogramma van Sonja Barend opgenomen en later Het Lagerhuis; ook werd hier in 1991 het Sociaal Democratisch Vernieuwingsplatform van André van der Louw opgericht. In 2022 vond ook de finale van Wie is de Mol? hier plaats. Deze werd voorheen uitgezonden vanuit VondelCS in het Vondelpark.
In 2024 kwam de Rode Hoed in het nieuws, doordat uit onderzoek van Roderick Veelo bleek dat het Joodse organisaties weigerde.